# Notoclinops segmentatus
Notoclinops segmentatus è una specie di pesci della famiglia Tripterygiidae.

## Distribuzione e habitat
Questa specie è diffusa in Nuova Zelanda (Isola del Nord) in acque comprese tra circa 1 e 30 m di profondità, dove predilige zone rocciose e ricche di incrostazioni di alghe.

## Descrizione
Presenta un corpo allungato a sezione arrotondata, tre pinne dorsale e grandi pinne pettorali. La livrea comprende nove bande rosse sul corpo rosa-argenteo, grandi occhi azzurri sulla testa rosa screziata di arancio. Le altre pinne sono trasparenti. Raggiunge una lunghezza massima di 4,4 cm.

## Etologia
I maschi presentano un comportamento territoriale durante la stagione riproduttiva.

## Alimentazione
N. segmentatus si nutre di piccoli crostacei (copepodi e anfipodi) e di piccoli parassiti in pesci più grandi.